# كالفين بيلي
كالفين بيلي (بالإنجليزية: Calvin Beale)‏ هو عالم سكان أمريكي، ولد في 6 يونيو 1923 في واشنطن العاصمة في الولايات المتحدة، وتوفي بنفس المكان في 2 سبتمبر 2008 بسبب سرطان القولون.